# 楊寶
楊寶（前1世纪—1世纪），弘农郡华阴县人，西汉末至东汉初年的经学学者。古代神怪小說及成語「結草銜環」的「銜環」典故的主人翁。是漢代史家司馬遷女婿丞相杨敞的後裔。
传习欧阳派《尚书》。汉哀帝、汉平帝时，隐居授学。居摄二年（7年），王莽摄政。他与龚胜、龚舍、蒋诩俱被汉廷征召。杨宝不从，遂逃亡，不知所处。汉光武帝因他的气节，在建武中，特以公车征召。此时，杨宝已老病，不到。逝世于家中。

## 家世
楊寶的七世祖是楊喜，在汉高祖时期有功，封赤泉侯，曾祖杨敞是汉昭帝时期的丞相，封安平侯。

## 傳說
楊寶九歲在華陰山北（華山之北）見一鴟鴞咬傷了一隻黃雀，後又被一堆螞蟻團團圍着，楊寶於是起了惻隱之心救了受傷的黃雀。楊寶後來將黃雀放置在箱中保護牠，又用黃花餵養黃雀；直至黃雀的傷養好了之後，楊寶又將其放走。
事件過後，楊寶夢見黃雀化作一個黃衣童子回來報恩：「我西王母使者，君仁愛救拯，實感成濟。」以白環四枚贈送給楊寶：「令君子孫潔白，位登三事（三公，東漢以太尉、司徒、司空為三公），當如此環矣。」黃衣童子講完了這些話，就不見了。此後，楊寶之子楊震，孫子楊秉，曾孫楊賜，玄孫楊彪均如黃衣童子的說話一樣「四世太尉，德業相繼」，皆官至三公，而且品德操守方面都非常的清白。成為當代傳奇，「銜環」報恩的神話流傳，事見吳均的《續齊諧記》。
至於「結草」的典故另參看《左傳·宣公十五年》之魏顆事，後人用結合這兩個故事作成語「結草銜環」，比喻別人對施恩者有恩必報。
而此事也被佛教收入為善書中，類似故事尚有隨侯救蛇而獲取「隨侯珠」之典故。

## 外部連結
- 成語故事：結草銜環
- 「結草銜環」典故